# 坎維角
坎維角（英語：Cape Canwe）是南極洲的山峰，座標74°43′S 163°41′E，位於維多利亞地的斯科特海岸，處於弗傑泰申島以北5公里，是諾森山麓的西端，由英國探險隊命名，現時由南極條約體系管理。